# Brian Nielsen (bokser)
Brian Nielsen (ur. 1 kwietnia 1965 w Korsør) – duński bokser wagi ciężkiej, brązowy medalista olimpijski z Barcelony.

## Kariera zawodowa
Ostatnią zawodową walkę stoczył 7 maja 2011 w Kopenhadze, przegrywając przez techniczny nokaut dziesiątej rundzie z  wielokrotnym mistrzem świata w wadze ciężkiej i juniorciężkiej Evanderem Holyfieldem (44-10-2, 29 KO) w dwunastorundowym pojedynku.